# Central (Utah)
Central – jednostka osadnicza w Stanach Zjednoczonych, w stanie Utah, w hrabstwie Washington.